# Ricardo Ferretti
Ricardo Ferretti de Oliveira, detto Tuca (Rio de Janeiro, 22 febbraio 1954), è un allenatore di calcio ed ex calciatore brasiliano naturalizzato messicano, di ruolo attaccante.

## Carriera

### Calciatore
Venne ingaggiato per la cifra di $50.000 dall'Atlas, che lo portò a giocare in Messico

## Palmarès

### Giocatore

#### Competizioni nazionali
- Primera División de México: 2

Pumas UNAM: 1980-1981, 1990-1991
- Copa México: 1

Toluca: 1988-1989

#### Competizioni internazionali
- CONCACAF Champions' Cup: 2

Pumas UNAM: 1980, 1982
- Coppa Interamericana: 1

Pumas UNAM: 1980

### Allenatore

#### Competizioni nazionali
- Campionato messicano: 7

Guadalajara: Verano 1997
Pumas UNAM: Clausura 2009
Tigres UANL: Apertura 2011, Apertura 2015, Apertura 2016, Apertura 2017, Clausura 2019
- InterLiga: 1

Tigres UANL: 2006
- Campeón de Campeones: 4

Toluca: 2003
Tigres UANL: 2016, 2017, 2018
- Supercoppa del Messico: 3

Tigres UANL: 2016, 2017, 2018

#### Competizioni internazionali
- CONCACAF Champions' Cup/Champions League: 2

Toluca: 2003
Tigres UANL: 2020